# مانكوتا (ساسكاتشوان)
مانكوتا (بالإنجليزية: Mankota, Saskatchewan)‏ هي قرية تقع في كندا في ساسكاتشوان. يقدر عدد سكانها بـ 211 نسمة ومساحتها 1.55 كم2 .

## المناخ
يظهر الجدول التالي التغييرات المناخية على مدار السنة لمانكوتا:
| البيانات المناخية لـمانكوتا       | البيانات المناخية لـمانكوتا | البيانات المناخية لـمانكوتا | البيانات المناخية لـمانكوتا | البيانات المناخية لـمانكوتا | البيانات المناخية لـمانكوتا | البيانات المناخية لـمانكوتا | البيانات المناخية لـمانكوتا | البيانات المناخية لـمانكوتا | البيانات المناخية لـمانكوتا | البيانات المناخية لـمانكوتا | البيانات المناخية لـمانكوتا | البيانات المناخية لـمانكوتا | البيانات المناخية لـمانكوتا |
| الشهر                             | يناير                       | فبراير                      | مارس                        | أبريل                       | مايو                        | يونيو                       | يوليو                       | أغسطس                       | سبتمبر                      | أكتوبر                      | نوفمبر                      | ديسمبر                      | المعدل السنوي               |
| --------------------------------- | --------------------------- | --------------------------- | --------------------------- | --------------------------- | --------------------------- | --------------------------- | --------------------------- | --------------------------- | --------------------------- | --------------------------- | --------------------------- | --------------------------- | --------------------------- |
| الدرجة القصوى °م (°ف)             | 12.8 (55.0)                 | 18 (64)                     | 23 (73)                     | 30.5 (86.9)                 | 37 (99)                     | 41 (106)                    | 38 (100)                    | 39.5 (103.1)                | 36 (97)                     | 33 (91)                     | 21.7 (71.1)                 | 12.8 (55.0)                 | 41 (106)                    |
| متوسط درجة الحرارة الكبرى °م (°ف) | −7.3 (18.9)                 | −3.7 (25.3)                 | 3.1 (37.6)                  | 12 (54)                     | 18.6 (65.5)                 | 22.9 (73.2)                 | 26.8 (80.2)                 | 26.7 (80.1)                 | 19.9 (67.8)                 | 12.8 (55.0)                 | 1.3 (34.3)                  | −5.3 (22.5)                 | 10.6 (51.1)                 |
| المتوسط اليومي °م (°ف)            | −13.6 (7.5)                 | −9.8 (14.4)                 | −3.1 (26.4)                 | 4.7 (40.5)                  | 11 (52)                     | 15.4 (59.7)                 | 18.5 (65.3)                 | 17.9 (64.2)                 | 11.5 (52.7)                 | 4.9 (40.8)                  | −5.1 (22.8)                 | −11.6 (11.1)                | 3.4 (38.1)                  |
| متوسط درجة الحرارة الصغرى °م (°ف) | −19.8 (−3.6)                | −15.9 (3.4)                 | −9.4 (15.1)                 | −2.6 (27.3)                 | 3.3 (37.9)                  | 7.8 (46.0)                  | 10.1 (50.2)                 | 9.1 (48.4)                  | 3.1 (37.6)                  | −3 (27)                     | −11.3 (11.7)                | −17.7 (0.1)                 | −3.9 (25.0)                 |
| أدنى درجة حرارة °م (°ف)           | −43.3 (−45.9)               | −40 (−40)                   | −33 (−27)                   | −28.3 (−18.9)               | −15 (5)                     | −5 (23)                     | 0.6 (33.1)                  | −2.2 (28.0)                 | −14 (7)                     | −28 (−18)                   | −38.5 (−37.3)               | −42.8 (−45.0)               | −43.3 (−45.9)               |
| الهطول مم (إنش)                   | 17.6 (0.69)                 | 14.5 (0.57)                 | 17.5 (0.69)                 | 20.8 (0.82)                 | 56.9 (2.24)                 | 58.2 (2.29)                 | 53 (2.1)                    | 29 (1.1)                    | 26.6 (1.05)                 | 15.2 (0.60)                 | 16 (0.6)                    | 15.1 (0.59)                 | 340.4 (13.40)               |
| المصدر: Environment Canada        |                             |                             |                             |                             |                             |                             |                             |                             |                             |                             |                             |                             |                             |

## أعلام
- ديف رودني